# عصب صخري صغير
العصب الصخري الصغير والمعروف أيضًا باسم العصب الصخري السطحي الصغير هو الجزء الحشوي العام الوارد للعصب البلعومي اللساني الذي يحمل الألياف اللاودية السابقة للعقدة من الضفيرة الطبلية إلى الغدة النكافية، ويتشابك في العقدة الأذنية التي يخرج منها الألياف التالية للعقدة.

## التركيب
بعد ظهور العصب الصخري الأصغر في الضفيرة الطبلية فإنه يمر نحو الأمام ثم يعبر من خلال فرجة العصب الصخري الصغير على السطح الأمامي للجزء الصخري من عظم الصدغ ليصل إلى حفرة القحف المتوسطة، لينتقل عبر أرضيتها،  ثم يخرج من الجمجمة عبر القُنية اللامسماة  ليصل إلى الحفرة تحت الصدغ، وتتشابك أليافه في العقدة الأذنية لتنضم الألياف التالية للعقدة إلى العصب الأذيني الصدغي قبل دخول جسم الغدة النكافية .

## روابط خارجية
- رسم بياني أقل للعصب الصخري
- درسٌ تشريحي حول cranialnerves مُعدٌ بواسطة ويسلي نورمان (جامعة جورجتاون). ( IX )
- درسٌ تشريحي حول lesson3 مُعدٌ بواسطة ويسلي نورمان (جامعة جورجتاون). ( midearcavity ) (رقم 7)
- grossanatomy/h_n/cn/cn1/cn9.htm في موقع (MedEd) التابع لجامعة لويولا.
- "9–10". Cranial Nerves. مدرسة طب جامعة ييل. مؤرشف من الأصل في 2016-03-03.